# Джу, Франкулину
Франкулину Глуда Джу (порт. Franculino Gluda Djú; родился 28 июня 2004) — бисау-гвинейский футболист, нападающий датского клуба «Мидтьюлланн» и сборной Гвинеи-Бисау.

## Клубная карьера
Воспитанник футбольной академии «Бенфики». 1 июля 2023 года перешёл в датский клуб «Мидтьюлланн». 13 августа 2023 года дебютировал в основном составе «Мидтьюлланна» в матче датской Суперлиги против «Вайле», отличившись забитым мячом. Четыре дня спустя сделал хет-трик в матче отборочного турнира Лиги конференций УЕФА против «Омонии».

## Карьера в сборной
11 сентября 2023 года дебютировал за сборную Гвинеи-Бисау в матче отборочного турнира к Кубку африканских наций против сборной Сьерра-Леоне, отметившись забитым мячом.